# Austria Presse Agentur

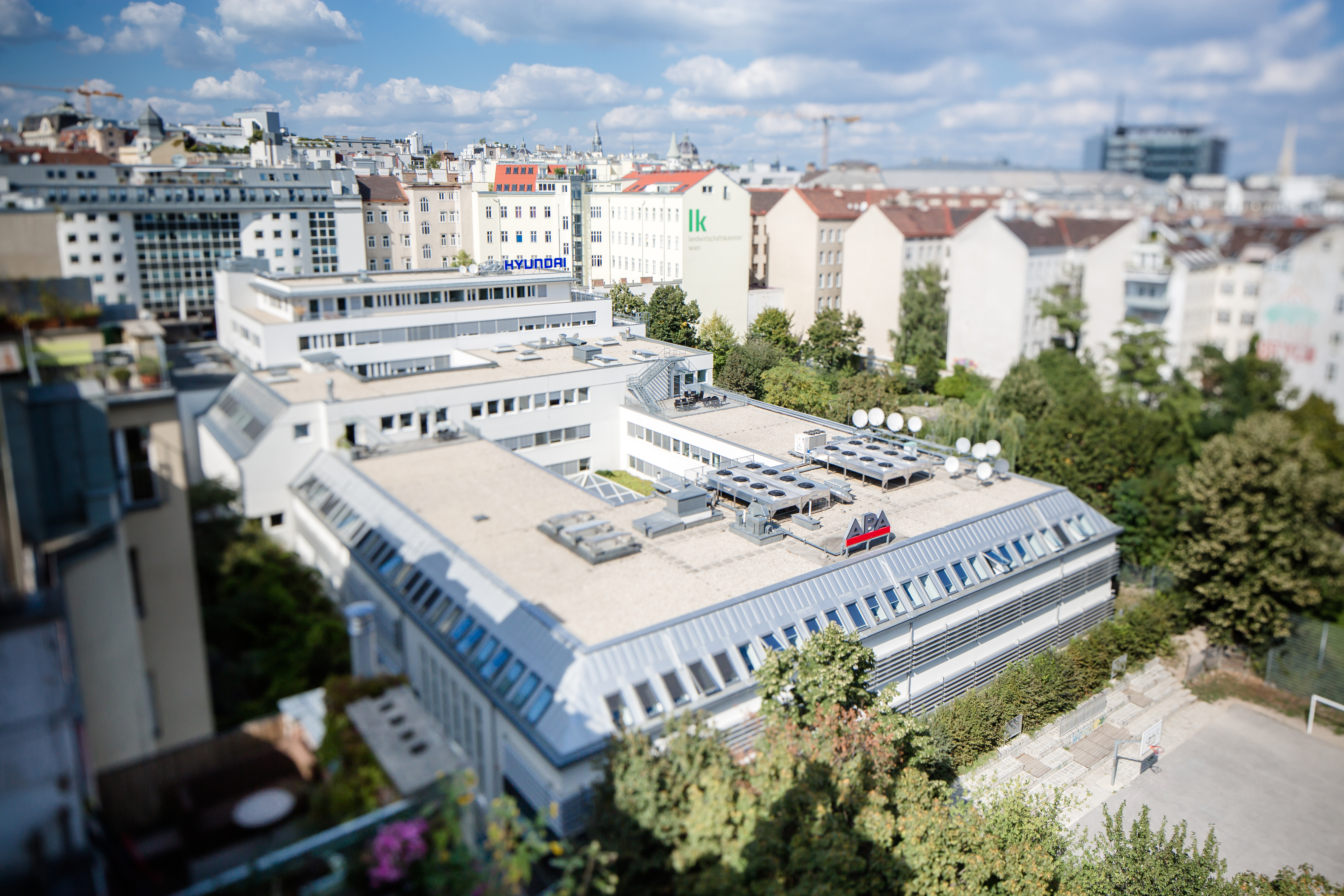
Sediul central al APA – Austria Presse Agentur în Laimgrubengasse din Viena

APA – Austria Presse Agentur eG este cea mai mare agenție de știri și de presă din Austria, cu sediul în Viena. Ea este deținută de către cotidianele austriece și de ORF.

## Istoric
Actuala APA își are originea în agenția Österreichische Correspondenz, care a fost fondată la Viena pe 10 octombrie 1849 de Franz Tuvora. În alte state fuseseră deja înființate rețele de corespondenți și de telegrafie private, cum ar fi Agence Havas (acum AFP) din Paris în 1835, Wolff’sche Telegraphische Bureau din Berlin în 1849, Associated Press din New York în 1848 sau Mr. Reuter’s Cabled Messages (acum Reuters) din Londra în 1851.
Österreichische Correspondenz, deși înființat ca o agenție particulară, a devenit de la acel moment purtător de cuvânt al guvernului. În 1859 agenția a fost naționalizată pentru un acces mai eficient al guvernului la k.k. Telegraphen-Korrespondenz-Bureau și încorporată în k.u.K. Kriegspressequartier. Ea a devenit astfel prima agenția de știri de stat din lume. Ea a lucrat la nivel internațional prin acorduri de schimb cu Reuters și Agence Havas.

### Primul și al Doilea Război Mondial
După încheierea Primului Război Mondial și prăbușirea Austro-Ungariei, agenția a fost reorganizată și redusă, fiind orientată la nivel național. Din 1919 până în 1926 a fost condusă de Joseph C. Wirth. Ea a negociat, de asemenea, ca membru al delegației austriece la Tratatul de la St. Germain reluarea relațiilor întrerupte de război dintre agenția austriacă și agențiile Reuters și Havas. În 1922 a fost redenumită Amtliche Nachrichtenstelle (ANA) și subordonată celei mai înalte autorități media, Serviciul Federal de Presă. Anterior, ea a fost subordonată Ministerului de Finanțe. A continuat să fie deținută de stat și a servit ca purtător de cuvânt al guvernului austriac - așa că, începând cu 1933, a răspândit și ideile austro-fasciste. În 1938 a fost înlocuită cu agenția național-socialistă Deutsche Nachrichtenbüro. Angajații evrei și susținătorii statului austriac au fost concediați, iar o parte din ei au fost deportați. Restul personalului a depus jurământul de credință față de Adolf Hitler.

### A Doua Republică
În 1945 agenția a fost redenumită ANA și a intrat în proprietatea statului, dar numai pentru un an. Încă din 1942, agențiile cele mai influente din lume, Associated Press și Reuters, au decis să nu încheie contracte cu agențiile de stat. Astfel, ANA a fost privatizată: în 1946 ziarele cotidiene austriece și-au unit forțele și au înlocuit-o cu cooperativa „Austria Presse Agentur” (APA), care este independentă de stat.

## APA azi
La 1 ianuarie 2017 Austria Video Platform (AVP), operată de APA, a intrat în funcțiune. Este o platformă de schimb de conținut video de înaltă calitate între companiile media din Austria.

### Membrii cooperatori
Membrii cooperatori ai APA sunt:
- compania de drept public ORF cu 45,78 %, precum și
- Styria Media Group AG (hier: Kleine Zeitung), Graz & Klagenfurt, 10,97 %
- Kurier Zeitungsverlag und Druckerei Ges.m.b.H., Viena, 10,42 %
- grupul media Österreich GmbH, Viena, 10,62 %
- OÖN Redaktion GmbH & Co KG, Linz, 4,0 %
- Die Presse Verlags-Ges.m.b.H. & Co KG, Viena, 3,83 %
- Standard Verlags-Gesellschaft m.b.H., Viena, 3,51 %
- Schlüsselverlag J.S. Moser Ges.m.b.H. (Tiroler Tageszeitung), Innsbruck, 3,41 %
- Salzburger Nachrichten Verlagsges.m.b.H. & Co KG, Salzburg, 2,89 %
- Russmedia Immobilien GmbH & Co KG (Vorarlberger Nachrichten), Schwarzach, 2,20 %
- Wiener Zeitung GmbH, Viena, 0,83 %
- Oberösterreichische Media Data Vertriebs- und Verlags GmbH (Neues Volksblatt), Linz, 0,81 %
- Neue Zeitungs GmbH, Schwarzach (Neue Vorarlberger Tageszeitung), 0,73 %

## Angajați
- Otto Schönherr a fost redactor-șef din 1959 până în 1987.

La APA, activitatea editorială de bază (munca editorială) este desfășurată de aproximativ 165 de editori, care produc aproximativ 560 de rapoarte pe zi și transmit aproximativ 200.000 de mesaje pe an. Un total de 572 de angajați lucrează pentru APA.